# Flotylla Potomac
Flotylla Potomac (lub Eskadra Potomac) – eskadra morska podczas wojny secesyjnej w Stanach Zjednoczonych, utworzona we wczesnym okresie wojny, pod banderą Unii.
Jednostka została utworzona w celu zabezpieczania łączności w zatoce Chesapeake, na rzece Potomak i jej dopływach oraz w celu zakłócania komunikacji i transportu okrętom Konfederacji.

## Okręty Flotylli Potomac
| Okręt             | Type                      | Notes |
| ----------------- | ------------------------- | --- |
| Casco             | Monitor pancerny          | Klasa Casco |
| Chimo             | Monitor pancerny          | Klasa Casco |
| Mahopac           | Monitor pancerny          | Klasa Canonicus |
| Saugus            | Monitor pancerny          | Klasa Canonicus |
| Pawnee            | Slup śrubowy              | |
| Seminole          | Slup śrubowy              | |
| Wachusett         | Slup śrubowy              | Okręt flagowy komandora Wilkes'a                                                                                             |
| Allegheny         | Slup śrubowy              | Otrzymany w Baltimore |
| Harriet Lane      | Kanonierka bocznokołowa   | Z United States Revenue Cutter Service                                                                                       |
| Mahaska           | Kanonierka bocznokołowa   | |
| Port Royal        | Kanonierka bocznokołowa   | |
| Anacostia         | Kanonierka śrubowa        | |
| Aroostook         | Kanonierka śrubowa        | |
| Crusader          | Kanonierka śrubowa        | |
| Currituck         | Kanonierka śrubowa        | |
| Dawn              | Kanonierka śrubowa        | |
| Don               | Kanonierka śrubowa        | Łamacz blokady zdobyty przez USS Pequot 4 marca 1864 w Beaufort w Karolinie Północnej.                                       |
| Dragon            | Kanonierka śrubowa        | |
| E. B. Hale        | Kanonierka śrubowa        | |
| Eureka            | Kanonierka śrubowa        | Parowiec zdobyty przez USS Anacostia 20 kwietnia 1862 na rzece Rappahannock River w Wirginii.                                |
| Fuchsia           | Kanonierka śrubowa        | |
| Little Ada        | Kanonierka śrubowa        | Łamacz blokady zdobyty przez USS Gettysburg 9 lipca 1864 na rzece South Santee River w Karolinie Południowej.                |
| Mystic            | Kanonierka śrubowa        | |
| Penguin           | Kanonierka śrubowa        | |
| Pocahontas        | Kanonierka śrubowa        | |
| Teaser            | Kanonierka śrubowa        | Była kanonierka Konfederatów, zdobyta przez USS Maratanza 4 lipca 1862, na rzece James, w Wirginii.                          |
| Tulip             | Kanonierka śrubowa        | Zatonął po eksplozji kotłowni w Ragged Point w Wirginii, 11 listopada 1864.                                                  |
| Valley City       | Kanonierka śrubowa        | |
| Western World     | Kanonierka śrubowa        | |
| Wyandotte         | Kanonierka śrubowa        | |
| Adela             | Kanonierka bocznokołowa   | Łamacz blokady zdobyty przez USS Quaker City 7 lipca 1862 w New Providence na Bahamach.                                      |
| Banshee           | Kanonierka bocznokołowa   | Łamacz blokady zdobyty przez USAT Fulton i USS Grand Gulf, 21 listopada 1863 w Wilmington w Karolinie Północnej.             |
| Ceres             | Kanonierka bocznokołowa   | |
| Coeur de Lion     | Kanonierka bocznokołowa   | |
| Commodore Barney  | Kanonierka bocznokołowa   | Były prom |
| Commodore Read    | Kanonierka bocznokołowa   | Były prom |
| Delaware          | Kanonierka bocznokołowa   | |
| Jacob Bell        | Kanonierka bocznokołowa   | |
| Isaac N. Seymour  | Kanonierka bocznokołowa   | |
| John L. Lockwood  | Kanonierka bocznokołowa   | |
| Mercury           | Kanonierka bocznokołowa   | |
| Morse             | Kanonierka bocznokołowa   | Były prom |
| Mount Washington  | Kanonierka bocznokołowa   | Znany jako USS Mount Vernon do 4 listopada 1861.                                                                             |
| Nansemond         | Kanonierka bocznokołowa   | |
| Satellite         | Kanonierka bocznokołowa   | Zdobyty przez Konfederatów 23 sierpnia 1863 na rzece Rappahannock River, zatonął w Port Royal, w Wirginii, 28 sierpnia 1863. |
| Stepping Stones   | Kanonierka bocznokołowa   | Były prom |
| Thomas Freeborn   | Kanonierka bocznokołowa   | Okręt flagowy komandora Ward'a                                                                                               |
| Underwriter       | Kanonierka bocznokołowa   | |
| Union             | Śrubowiec pomocniczy      | |
| Baltimore         | Bocznokołowiec pomocniczy | Okręt artyleryjski, Washington Navy Yard                                                                                     |
| Cactus            | Bocznokołowiec pomocniczy | Okręt wsparcia |
| Ella              | Bocznokołowiec pomocniczy | Okręt ekspedycyjny i piechoty                                                                                                |
| Ice Boat          | Bocznokołowiec pomocniczy | Lodołamacz |
| King Philip       | Bocznokołowiec pomocniczy | Okręt ekspedycyjny, znany jako USS Powhatan do 4 listopada 1861.                                                             |
| Philadelphia      | Bocznokołowiec pomocniczy | Prom transportowy |
| Wyandank          | Bocznokołowiec pomocniczy | Okręt rezerwy |
| Juniper           | Holownik śrubowy          | |
| Leslie            | Holownik śrubowy          | |
| Moccasin          | Holownik śrubowy          | |
| Periwinkle        | Holownik śrubowy          | |
| Primrose          | Holownik śrubowy          | |
| Reliance          | Holownik śrubowy          | Zdobyty przez Konfederatów 23 sierpnia 1863 na rzece Rappahannock River, zatonął w Port Royal, w Wirginii, 28 sierpnia 1863. |
| Rescue            | Holownik śrubowy          | |
| Resolute          | Holownik śrubowy          | |
| Tigress           | Holownik śrubowy          | Zatonął 10 września 1861, na skutek kolizji ze statkiem handlowym State of Maine w Indian Head w Maryland.                   |
| Verbena           | Holownik śrubowy          | |
| Watch             | Holownik śrubowy          | Znany jako USS A.C. Powell do sierpnia 1862, znany jako USS Alert od sierpnia 1862 do 2 lutego 1865.                         |
| Young America     | Holownik śrubowy          | Były okręt Konfederacji, zdobyty 24 kwietnia 1861 przez USS Cumberland w Hampton Roads.                                      |
| Zeta              | Holownik śrubowy          | |
| General Putnam    | Holownik bocznokołowy     | Znany również jako USS William G. Putnam.                                                                                    |
| Heliotrope        | Holownik bocznokołowy     | |
| Island Belle      | Holownik bocznokołowy     | Holownik i okręt ekspedycyjny                                                                                                |
| Yankee            | Holownik bocznokołowy     | |
| E. H. Herbert     | Holownik                  | Okręt wypożyczony |
| Edwin Forrest     | Holownik                  | Okręt wypożyczony |
| James Murray      | Holownik                  | Okręt wypożyczony |
| Bibb              | Parowiec bocznokołowy     | Z United States Coast Survey                                                                                                 |
| Corwin            | Parowiec bocznokołowy     | Z United States Coast Survey                                                                                                 |
| Adolph Hugel      | Szkuner                   | Szkuner moździerzowy |
| Arletta           | Szkuner                   | Szkuner moździerzowy |
| Dan Smith         | Szkuner                   | Szkuner moździerzowy |
| George Mangham    | Szkuner                   | Szkuner moździerzowy |
| Matthew Vassar    | Szkuner                   | Szkuner moździerzowy |
| Racer             | Szkuner                   | Szkuner moździerzowy |
| Sophronia         | Szkuner                   | Szkuner moździerzowy |
| T. A. Ward        | Szkuner                   | Szkuner moździerzowy |
| William Bacon     | Szkuner                   | Szkuner moździerzowy |
| Bailey            | Szkuner                   | Z United States Coast Survey                                                                                                 |
| Chaplin           | Szkuner                   | |
| Dana              | Szkuner                   | Z United States Coast Survey                                                                                                 |
| Howell Cobb       | Szkuner                   | Z United States Coast Survey                                                                                                 |
| Picket Boat No. 4 | Śrubowa łódź piechoty     | |
| Picket Boat No. 6 | Śrubowa łódź piechoty     | |

## Dowódcy flotylli[1]
| Dowódca                              | Od               | Do               | Uwagi            |
| ------------------------------------ | ---------------- | ---------------- | ---------------- |
| Komandor James Harmon Ward           | kwiecień 1861    | 27 czerwca 1861  | Zabity w akcji   |
| Komandor Stephen Clegg Rowan         | 27 czerwca 1861  | 10 lipca 1861    | Komandor pro tem |
| Komandor Thomas Tingey Craven        | 10 lipca 1861    | 2 grudnia 1861   |                  |
| Porucznik Abram D. Harrell           | 2 grudnia 1861   | 6 grudnia 1861   | Komandor pro tem |
| Porucznik Robert Harris Wyman        | 6 grudnia 1861   | lipiec 1862      |                  |
| Komandor porucznik Samuel Magaw      | lipiec 1862      | 1 września 1862  | Komandor pro tem |
| Komodor Charles Wilkes               | 1 września 1862  | 10 września 1862 |                  |
| Komodor Andrew Allen Harwood         | 10 września 1862 | 31 grudnia 1863  |                  |
| Komandor Foxhall Alexander Parker Jr | 31 grudnia 1863  | 31 lipca 1865    |                  |